# Justicia riopalenquensis
Justicia riopalenquensis är en akantusväxtart som beskrevs av D.C. Wasshausen. Justicia riopalenquensis ingår i släktet Justicia och familjen akantusväxter. Inga underarter finns listade i Catalogue of Life.